# Chiesa delle Sante Faustina e Liberata
La chiesa delle sante Faustina e Liberata (anche semplicemente delle Sante) si trova sul versante sinistro del fiume Oglio, nel comune di Capo di Ponte in Valcamonica.
L'attuale struttura risalente al Seicento poggia su una precedente cappella romanica, ora scomparsa tranne per un frammento di abside contenente alcuni affreschi.
L'interno si presenta a navata singola con volta a botte; contiene delle cappelle laterali con pale attribuite a Lorenzo Marbello. Presso l'altare maggiore vi è un paliotto in cuoio rappresentante le due Sante, mentre sopra l'altare vi è una pala raffigurante l'ascensione di Gesù, che è attribuita a Palma il Giovane.
All'esterno della chiesa, in una cappella, vi è un grande masso riportante sei impronte di mano incise. Secondo la tradizione esse rappresentano le mani delle Sante Faustina e Liberata e di San Marcello che impedirono alla pietra di franare sul villaggio di Serio. In passato gli studiosi ritenevano queste impronte di origine preistorica, facenti parte del contesto delle incisioni rupestri della Valle Camonica.
Recentemente uno studio sul masso, l'area circostante, l'agiografia e l'impostazione iconografica ha messo in dubbio la precedente tesi; è quindi probabile che il masso sia stato inciso attorno al XIV secolo, in epoca storica, per innestare un nuovo culto cristiano.

## Galleria d'immagini

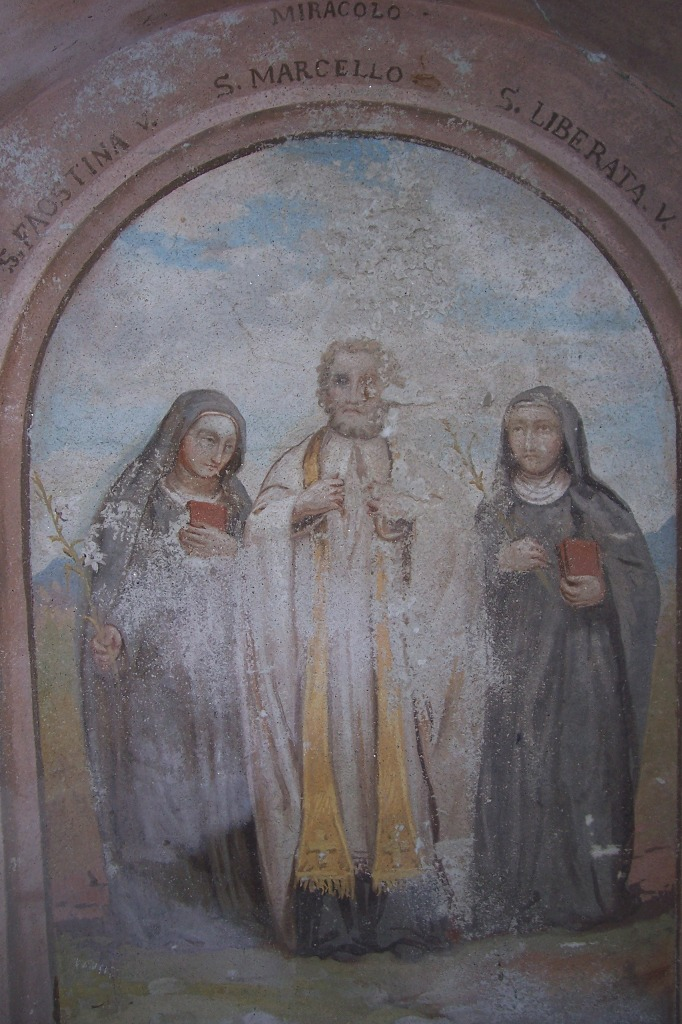
Affresco raffigurante il miracolo di Santa Faustina, San Marcello e Santa Liberata.
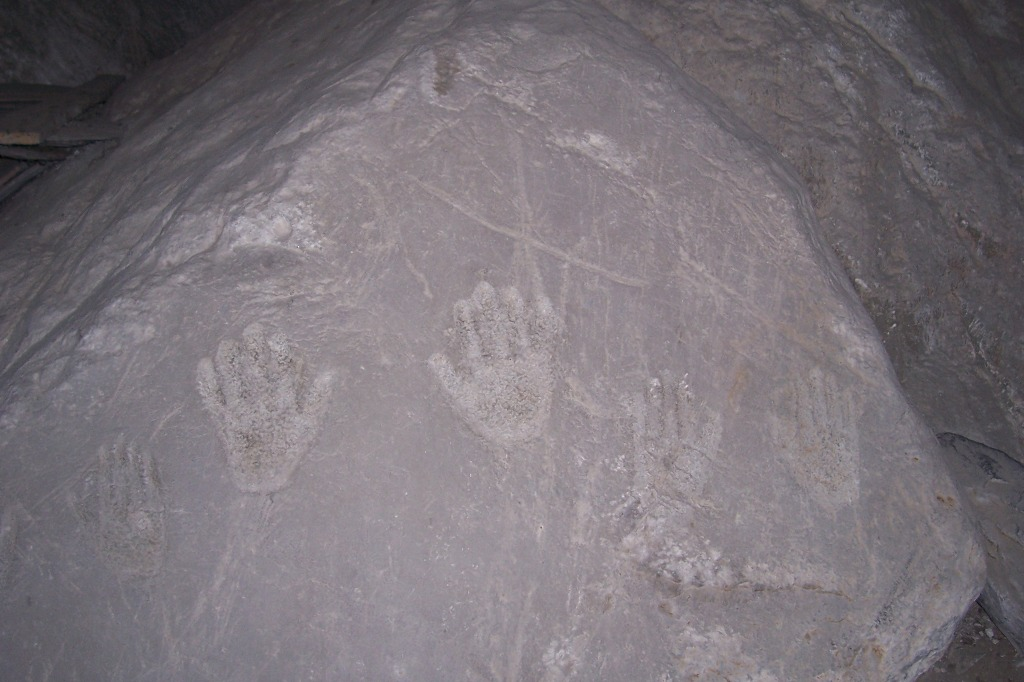
Il masso riportante le sei impronte di mano incise.